# Номінативний підвид
Номінативний підвид — номенклатурний тип в ранзі підвиду, тобто підвид, за яким зроблений опис виду (звичайно первісний) в разі, коли вид поділяється на кілька підвидів. Номінативний підвид позначається триномінальною латинською назвою, де перші два слова — біномінальна назва відповідного виду, а третє слово повторює друге. Наприклад: Motacilla alba alba — номінативний підвид плиски білої.
Номінативний підвид не обов'язково є найпоширенішим або найхарактернішим підвидом, та може досить сильно відрізнятись від інших: наприклад, як європейський лісовий кіт (Felis silvestris silvestris) від свійської кішки (Felis silvestris catus).
| Метелик | Це незавершена стаття з біології. Ви можете допомогти проєкту, виправивши або дописавши її. |